# Fly (canción de Nicki Minaj)
«Fly» es una canción interpretada por la rapera, compositora y cantante trinitense, Nicki Minaj, en colaboración con la cantante barbadense de R&B Rihanna, de su álbum debut Pink Friday. Fue lanzada el 30 de agosto de 2011 como sexto y último sencillo del álbum. La canción fue escrita por Nicki Minaj, Kevin Hissink, Will Jordan, J.R. Rotem y Clemm Rishad y producida por J.R. Rotem y Kevin Hissink. La canción es una pista de R&B contemporáneo la cual incorpora elementos del género hip hop. Está inspirada en la emoción de elevarse por encima de todos y la superación de estereotipos y la negatividad, sólo para salir victoriosos.
En Estados Unidos, «Fly» alcanzó el puesto 19 del Billboard Hot 100. También alcanzó el top 20 de las listas musicales de Australia, Irlanda, Nueva Zelanda y el Reino Unido debido a las fuertes ventas digitales después de la publicación del álbum. Se convirtió en el primer número uno de la rapera en el UK R&B Singles Chart. La canción obtuvo comentarios positivos de críticos musicales, más de los cuales se señaló como un soporte de la pista del álbum y se felicitó por su sensación de inspiración.
El sencillo fue acompañado de un vídeo musical el cual fue dirigido por Sanaa Hamri y muestra a Minaj y Rihanna en un escenario posapocalíptico.

## Producción, grabación y composición
La canción «Fly» fue escrita por Nicki Minaj (acreditada como Onika Maraj), Jonathan Rotem, Kevin Hissink, W. Jordan y Clemm Rishad. La producción de la canción fue manejada por Rotem bajo su nombre artístico J.R. Rotem. Las grabaciones estuvieron a cargo por Aerial Chobaz y Charles Moniz con la asistencia de Lyttleton "Cartwheel" Carter en los Glenwood Place Studios en Burbank, California y en los Chalice Recording Studios en Los Ángeles, California. En los mismos estudios, Rotem, Chonaz y Moniz también se encargaron de la mezcla de la canción. Toda la instrumentación fue proporcionada por Rotem, con excepción de los sonidos de guitarra, que fueron proporcionados por Hissink.
La compañía vocal de Rihanna como artista colaborativa en la canción aparece como cortesía de Def Jam Recordings. Según la partitura publicada en Musicnotes.com por Sony/ATV Music Publishing, «Fly» está escrito en la llave de si bemol mayor, con un ritmo relajado y 4/120 latidos por minuto. La canción sigue una progresión de acordes de Si–C7sus–Gm7–Mi bemol mayor, mientras que la voz de Rihanna y Minaj abarca desde Si bemol mayor a D5.

## Antecedentes y desarrollo

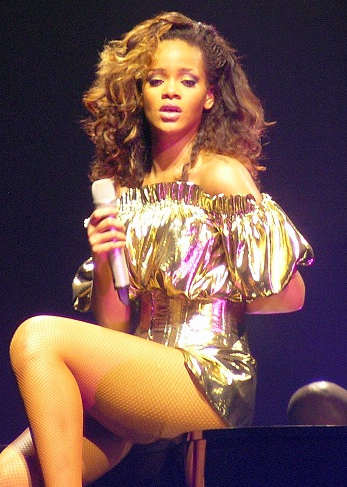
Rihanna contribuyó vocalmente en alrededor de un minuto en la canción.

La canción fue producida por J.R. Rotem quien además ha trabajado con Britney Spears, Rick Ross, Leona Lewis, Jason Derülo e Iyaz. En una entrevista con MTV News, Rotem habló sobre la pista, asegurando que casi no iba a figurar en Pink Friday y fue de hecho la última pista añadida después de que Minaj escuchara lo inspiradora que era. Declaró, "Cerca de la finalización de su proyecto –previamente a ser lanzado–, entró al estudio y yo tenía algunas pistas [para ella]. Yo fui uno de los más entusiasmados. Cuando la toqué para ella, supo al instante: 'Sí, esta es la canción'. Ella se conectó inmediatamente con la canción. Solo puedo decir que [Nicki] estaba muy emocionada por ella, algo que me emocionaba a mi también". Para la versión demo de la canción aparece una cantante de estudio que más tarde se convertiría en una de las vocalistas sin acreditar en la pista, sin embargo Minaj decidió solicitar la compañía vocal de Rihanna para la canción. Rotem recordó el momento, indicando que le dijo a Nicki "'eso sería genial, pero conseguir a Rihanna para hacer un verso para ti es más fácil decirlo que hacerlo'. Creo que hablaba del poder de Nicki. Dije, 'si, ella es definitivamente la primera opción. Me tomó tiempo porque ella estaba promoviendo su propio álbum y viajando en el extranjero. Pero sucedió, y lo escuché cuando Nicki me envió la canción y era realmente una de esas cosas increíbles, algo que realmente fue una bendición. Se manifestó. Ella dijo que quería y sucedió".
Durante una sesión de Pink Friday Diaries, Minaj habló más a profundidad sobre la canción. "FLY es una de mis [canciones] favoritas, absolutamente. Quería trabajar con Rihanna desde hace mucho tiempo. Me siento muy orgullosa de sus logros; especialmente desde que nació en una isla como yo. Esta canción es una canción de empoderamiento femenino. Pero nuevamente, no especifica únicamente a las mujeres. Habla de volar, alzar alto en cada cara solitaria que viene a su manera. Hablo de como los medios de comunicación han intentado encajarme y como me hacen sentir sofocada. Después de años de ser arrastrada por el barro, he reunido el valor para volver a definirme a mi misma. Creo que represento a toda una generación. Mis fans son mi familia; y juntos nos hemos convertido en un movimiento. Prepárate para ello. Hemos venido a ganar".

## Comentarios de la crítica
Robbie Daw de Idolator dio a la canción una revisión positiva, indicando: "Y aquí en la producción de J.R. Rotem,  “Fly”, ella [Nicki] está utilizando su capa de combatiente, esforzándose para superar a sus adversarios. Considero esto un  “Creo que puedo volar” para la generación actual. Si hay una cosa que Rihanna ha demostrado, es que ella es la chica del coro con un toque Midas. Y si como indican «Love The Way You Lie» de Eminem y «Live Your Life» de T.I., Nicki tiene la oportunidad de tener su primer #1 en el Hot 100 con «Fly»–Siempre y cuando, por supuesto, sea oficialmente lanzado como sencillo".. Margaret Wappler de Los Angeles Times felicitó la colaboración de la canción, diciendo: "a pesar de que sus raíces están en otra parte, Minaj suena mejor en canciones de “Pink Friday” que son más directamente del club R&B, casi siempre escupe con suficiente rap para recordar a cualquiera que ella no es otra Beyoncé o incluso Sasha Fierce, no por ningún tramo. “Fly” hace un buen trabajo en el cameo de Rihanna – mientras que el pájaro de glamour oscuro se eleva, Minaj gira a su alrededor con sus rimas vulnerables, pero agitadas, dando partes iguales de mujer dura y un peluche gigante".
Scott Plagenhoef de Pitchfork Media alabó la canción y como se hizo la grabación de Pink Friday declarando: "pero estas pistas -- aún más la colaboración con Rihanna “Fly” y la balada en solitario “Save Me” -- son los mejores ejemplos de que Pink Friday  es más que lo que muchos de nosotros queríamos". Rob Sheffield de Rolling Stone comentó sobre el género de la opción y el entonado bajo sexiness: "Minaj apunta para un acercamiento del estilo-Rihanna, cantando los estribillos R&B sobre los electro floss y entonando bajo su lado desagradable". Marc Hogan de Spin felicitó el tono inspirador de la canción y de otros cortes del álbum, incluyendo «Fly»: "tiene una personalidad carismáticamente colorida".

## Rendimiento comercial

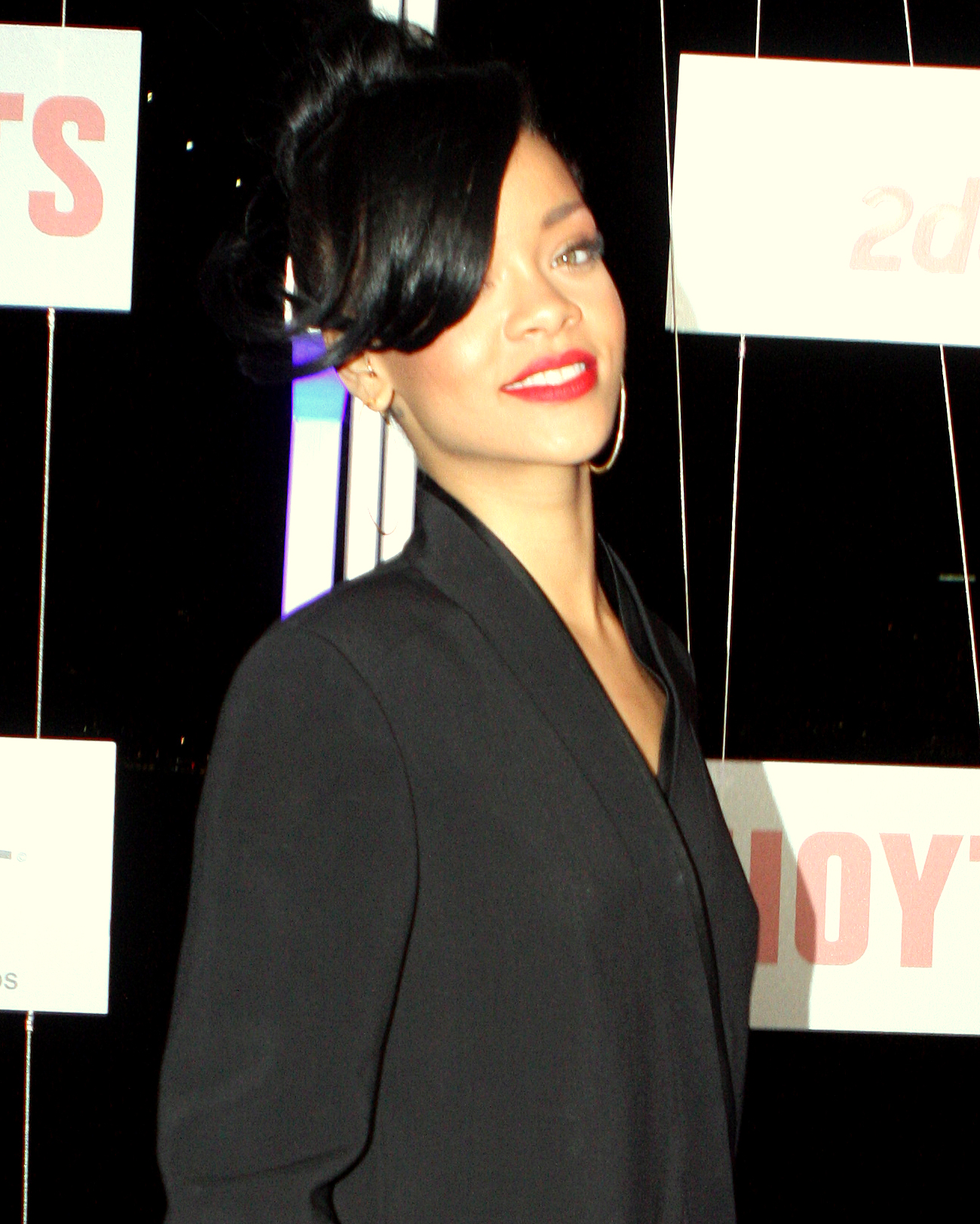
Rihanna en el Battleship Australian Premiere 2012

«Fly» debutó en el número 22 de Nueva Zelanda el 5 de septiembre de 2011. La semana siguiente, la canción subió a los veinte primero puestos del listado en el número 18 específicamente. Alcanzó su mayor posición final en el número 13 la semana siguiente. La canción pasó un total de nueve semanas en el listado de música neozelandés. «Fly» entró en el listado de sencillos australianos en el número 39 el 18 de septiembre de 2011. La semana siguiente, subió al número 23, y alcanzó su mayor puesto en su tercera semana en el número 18. La canción pasó un total de nueve semanas en los listados de música australiana, ganado una certificación de platino de la Australian Recording Industry Association, denotando ventas superiores a las 70 mil unidades.
Tras su lanzamiento como sencillo de los Estados Unidos, «Fly» alcanzó el número 19 en el Billboard Hot 100 el día 10 de diciembre de 2011. La posición marcó el cuarto Top 20 de su carrera en el listado, la canción también alcanzó el número 20 en el Hot R&B/Hip Hop Songs convirtiéndose en la sexta canción de Minaj en adentrarse entre los primeros veinte puestos del listado. En el listado Pop Songs alcanzó la posición número 17, marcando la tercera canción de Minaj en alcanzar los veinte primeros puestos de ese listado, junto a «Moment 4 Life» (el cual cuenta con la participación del rapero Drake) y «Super Bass» con los cuales lo consiguió anteriormente en el mismo año. La canción también entró en el listado de Hot Dance/Club Songs en el número 47, convirtiéndose en la segunda canción de Minaj en aparecer en dicho listado (luego de «Super Bass»). A partist de diciembre de 2014, «Fly» ha vendido más de 1 500 000 copias en los Estados Unidos, además hizo una aparición en el puesto número 55 del Canadian Hot 100
«Fly» entró en el Top 40 del UK Singles Chart del Reino Unido, siendo la posición número 38 (más específicamente) el día 17 de septiembre de 2011, después de su debut en el puesto 67 en la semana anterior. En la siguiente semana subió al puesto número 26 y luego alcanzó su mayor posición en el Top 20 del listado siendo el número 16 posicionándose el 15 de octubre de 2011 después de siete semanas en el listado. En la misma semana, «Fly» entró en el listado del UK R&B Singles Chart donde se convirtió en el primer número uno de Minaj en dicho listado. También alcanzó los veinte primeros puesto en Irlanda y Bélgica.

## Vídeo musical

### Antecedentes
Un vídeo musical para la canción fue filmado el fin de semana del 7 de enero de 2011 y dirigido por Sanaa Hamri. «Fly» fue programado como el segundo vídeo musical que se filmaría en una secuencia de vídeos musicales que Minaj anunció rodaría para promoción de Pink Friday, junto con «Save Me» y «Girls Fall Like Dominoes». Minaj y Rihanna compartieron una foto del detrás de escenas del vídeo musical en Twitter, donde Rihanna lució un pelo rojo Lacio y Minaj usaba una peluca negra en copa rizada y un traje rosado de púas. En una entrevista con E! Online, Minaj habló brevemente sobre el concepto diciendo: "Vamos a salvar el mundo en más formas que una con el vídeo y eso es todo lo que puedo decir al respecto". En una entrevista con Tim Westwood de BBC Radio, Minaj habló muy altamente sobre el vídeo, indicando: "el vídeo está hecho, el vídeo ‘Fly’ es una maldita película! Película! Película!". En una publicación mediante la página web de Minaj, ella indicó que el vídeo para «Fly» debió ser retrasado, pero sería lanzado pronto. El vídeo fue filmado en Universal Studios Hollywood en el set del avión estrellado utilizado para War of the Worlds.
En una entrevista con MTV News, Minaj habló sobre el vídeo de la canción y el lanzamiento oficial del álbum. Ella indicó que la fecha del lanzamiento del vídeo y el lanzamiento del sencillo de manera oficial tendría lugar en algún momento del fin de semana en celebración al Día de los Caídos, puesto que ella no quería inferir con los lanzamientos musicales en ese entonces de Rihanna – los cuales circulaban por la radio – y también para permitir que ambos artistas promuevan sus álbumes antes de que la canción fuese oficialmente liberada. El vídeo musical de «Fly» fue finalmente lanzado en MTV.com y en la cuenta en VEVO de la artista luego de un pequeño vistazo al mismo en el pre-show de los VMAs el 28 de agosto de 2011.

### Sinopsis

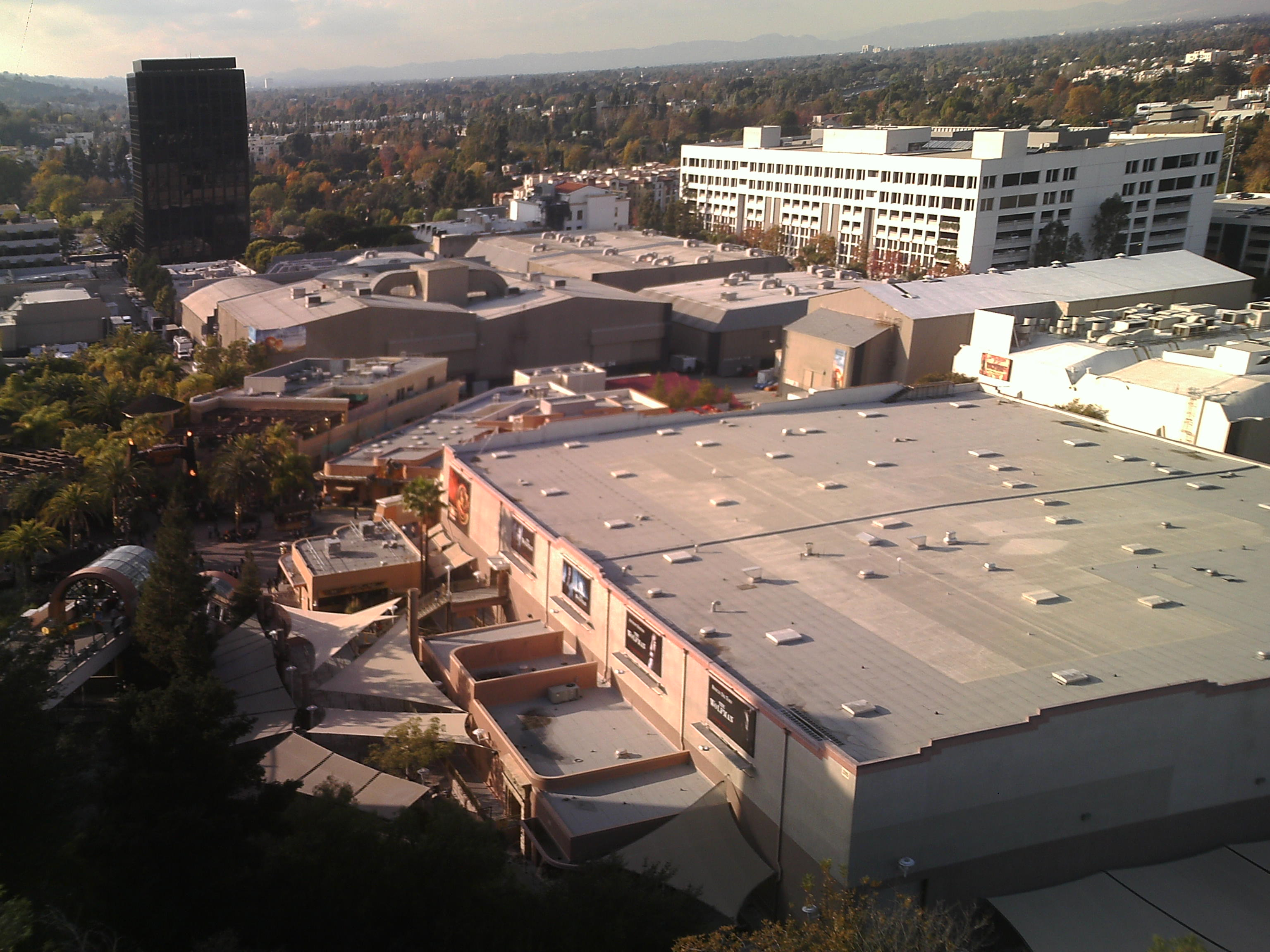
El vídeo fue filmado en Universal Studios Hollywood.

El vídeo comienza con un Jaguar XK conduciendo a través de un paisaje posapocalíptico. El escenario muestra una visibilidad nublosa y con el sol bloqueado por las nubes. El vídeo luego vuelve al automóvil que se detiene mientras el techo se contrae hacia la parte trasera del mismo. La canción comienza luego de que Minaj da algunos pasos vistiendo un extraño vestido de púas de color rosa, botas de vaquero de muslo alto y un pelo en copa rizado. Minaj comienza su verso mientras camina a través de los escombros, y a como su verso termina se une a Rihanna quien interpreta el segundo coro, con un vestido negro y el pelo rojo. Tras comenzar el segundo verso, el vídeo cambia a una escena que enseña a Minaj de pie sobre el ala de un avión estrellado pero esta vez usando una peluca de estilo Bob rosa y un vestido lila. Para el tercer coro cambia a una escena de Rihanna y Minaj juntas de pie sobre unos escombros pero bajo un cielo nocturno, con Rihanna vistiendo una chaqueda blanca de manga larga y Minaj con una peluca en impresión de estampado de leopardo y un vestido de bebé. A como Minaj comienza su tercer verso las escenas alternan entre la entonces actual y una en la cual se ve a Minaj con una cresta y un traje de gato blanco, de pie bajando unas escaleras mientras que a medida que camina hacia abajo comienzan a aparecer unos ninjas por ambos lados de las barandillas a atacarla. Minaj sorprendentemente derrota a todos sus oponentes, en lo que es una versión ligeramente extendida del tercer verso. Esta escena también se alterna con la escena donde Minaj está en el ala de avión. En el último estribillo el vídeo alterna entre la escena del ala del avión y la escena con Rihanna y Minaj gimiendo entre los escombros. A medida que el vídeo llega a su fin, la vida vegetal comienza a crecer alrededor y sobre los restos. El vídeo termina volviendo al plano del cielo, donde ahora se puede ver el sol explotando entre las nubes.

### Recepción
Un escritor del The Huffington Post comentó que el vídeo para «Fly» fue "dramático, [y] enfocando en desastres". Georgette Cline de The Boombox elogió el vestuario utilizado por Minaj y Rihanna durante el vídeo. Jocelyn Vena de MTV News también elogió el vestuario y la perspectiva del vídeo agregando: "juega como una sesión pos-apocalítica de revista en la cual Nicki Minaj y Rihanna están paradas cerca de un naufragio del avión en trajes de alta costura".

## Uso en la cultura popular
La serie de televisión musical americana Glee, realizó una versión de la canción en el episodio 14 de la tercera temporada, On My Way (lanzado al aire el día 21 de febrero de 2012. En el mismo hace una remezcla tipo mashup  con la canción «I Believe I Can Fly» de R. Kelly.

## Lista de canciones
- Descarga Digital — Versión explícita

| N.º | Título              | Duración |  |
| 1.  | «Fly» (con Rihanna) | 3:32     |  |

- Descarga Digital — Versión censurada

| N.º | Título              | Duración |  |
| 1.  | «Fly» (con RIhanna) | 3:32     |  |

## Posicionamiento en listas
| País              | Lista                            | Mejor posición |         |
| 2010–11           | 2010–11                          | 2010–11        | 2010–11 |
| ----------------- | -------------------------------- | -------------- | ------- |
| Australia         | ARIA Singles Chart               | 18             |         |
| Australia         | ARIA Urban Singles Chart         | 4              |         |
| Bélgica (Flandes) | Ultratip 100                     | 24             |         |
| Brasil            | Billboard Brasil Hot 100 Airplay | 89             |         |
| Brasil            | Hot Pop Songs                    | 59             |         |
| Canadá            | Canadian Hot 100                 | 55             |         |
| Canadá            | Canadian Digital Songs           | 42             |         |
| Escocia           | Scottish Singles Chart Top 100   | 12             |         |
| Estados Unidos    | Hot Dance Club Songs             | 47             |         |
| Estados Unidos    | Dance/Mix Show Airplay           | 20             |         |
| Estados Unidos    | Hot Digital Songs                | 21             |         |
| Estados Unidos    | Billboard Hot 100                | 19             |         |
| Estados Unidos    | Latin Pop Songs                  | 40             |         |
| Estados Unidos    | Pop Songs                        | 16             |         |
| Estados Unidos    | MySpace Songs                    | 18             |         |
| Estados Unidos    | Hot R&B/Hip-Hop Airplay          | 20             |         |
| Estados Unidos    | Hot R&B/Hip-Hop Songs            | 20             |         |
| Estados Unidos    | Radio Songs                      | 21             |         |
| Estados Unidos    | Hot Rap Songs                    | 9              |         |
| Estados Unidos    | Rhythmic Songs                   | 8              |         |
| Irlanda           | Irish Singles Chart              | 14             |         |
| Nueva Zelanda     | NZ Singles Chart                 | 13             |         |
| Reino Unido       | UK Singles Chart                 | 16             |         |
| Reino Unido       | UK R&B Singles Chart             | 3              |         |
| Reino Unido       | MTV Urban Chart                  | 4              |         |

| País      | Lista                    | Posición |
| 2011      | 2011                     | 2011     |
| --------- | ------------------------ | -------- |
| Australia | ARIA Urban Singles Chart | 45       |

## Ventas y certificaciones
| País                                                       | Organismo certificador | Certificación | Ventas    | Ref.   |
| ---------------------------------------------------------- | ---------------------- | ------------- | --------- | ------ |
| Australia                                                  | ARIA                   | Platino       | 70 000    | [ 41 ] |
| Estados Unidos                                             | RIAA                   | Platino       | 1 500 000 | [ 43 ] |
| Reino Unido                                                | BPI                    | Plata         | 200 000   | [ 44 ] |
| (*) significa que la certificación puede incluir streaming |                        |               |           |        |

## Premios y nominaciones
| Año  | Premiación                | Categoría                      | Resultado |
| ---- | ------------------------- | ------------------------------ | --------- |
| 2011 | Virgin Media Music Awards | Mejor vídeo                    | Nominado  |
| 2012 | BMI Urban Awards          | Canción ganadora del premios   | Ganador   |
| 2015 | VEVO Certified            | 100 millones de reproducciones | Ganador   |

## Créditos y personal
Lugares de grabación
- Grabación – Glenwood Place Studios, Burbank, California; Chalice Recording Studios, Los Ángeles, California.
- Mezcla y edición– Glenwood Place Studios, Burbank, CA; Chalice Recording Studios, Los Angeles, CA.

| - Onika Maraj – Intérprete, compositora - Robyn Fenty – Intérprete - Jonathan "J.R." Rothem – compositor, productor, instrumentador - Kevin Hissink – Compositor, guitarrista | - W. Jordan – Compositor - Clemm Rishad – Compositor - Ariel Chobaz – Mezclador, grabador vocal (asistido por Lyttleton "Cartwheel" Carter) - Lyttleton "Cartwheel" Carter – Mezclador |

 Créditos adaptados por las líneas de Pink Friday

## Historial de lanzamiento
| País           | Fecha                    | Formato (s)            |
| -------------- | ------------------------ | ---------------------- |
| Estados Unidos | 30 de agosto de 2011     | Rhythmic contemporary  |
| Australia      | 5 de septiembre de 2011  | Contemporary Hit Radio |
| Estados Unidos | 20 de septiembre de 2011 | Mainstream radio       |